# Niobia Bryant
Niobia Bryant (nascuda el 24 de novembre a Newark (Nova Jersey)) és una novel·lista negra estatunidenca que s'ha especialitzat en escriure novel·les romàntiques. També ha escrit ficció urbana amb el sobrenom de Meesha Ming i novel·les juvenils amb el sobrenom de Simone Bryant.

## Vida
Niobia Bryant va néixer i créixer al barri de Ward Central de Newark (Nova Jersey), filla de Letha i Ernest. Té un germà, Caleb. Bryant va créixer cuidada només per la seva mare, que la va fer estimar la lectura quan era petita.
Bryant fou educada en el sistema d'escoles públiques de Newark i es va graduar a la University High School, on va obtenir un batxillerat universitari en infermeria i un batxillerat en arts i ciències del pensament a la Universitat Seton Hall de South Orange, Nova Jersey.
El 2000 l'editorial BET Book/Arabesque va editar la seva primera novel·la amorosa Admission of Love. El títol va ser canviat a Admission de l'amor. El seu segon llibre de la mateixa editorial fou Three Times a Lady (2001) va esdevenir el seu primer best seller nacional. El 2003 aquesta novel·la fou seleccionada perquè se'n fes un àudio llibre destinat a persones cegues. Les seves novel·les "Make You Mine" i "Red Hot" van guanyar el premi de millor novel·la romàntica afroamericana el 2009 i el 2013 respectivament.
El 2007 va editar la seva primera novel·la no romàntica, Live and Learn. En les seves novel·les no romàntiques hi surten temes més complexos i foscos com l'adulteri, l'addicció als fàrmacs i la violència domèstica. Entre les seves obres no romàntiques destaquen els bestsellers de la sèrie Mistres (Message from a Mistress, Mistress No More i Mistres, INC, The Pleasure Trap i Mistres for Hire). La seva obra The Pleasure Trap fou nominada en el premi a la millor ficció multicultural. El 2017 es va adaptar l'obra Missatge d'un Mistress en un telefilm fet per Centric.
El 2008, Bryant va començar a escriure la sèrie de novel·les de ficció urbana Hoodwives per l'editorial Simon&Schuster/Touchstone. Sota el pseudònim de Meesha Mink, juntament amb De'Nesha Diamont, ha publicat Desesperate Hoodwibes, Shameless Hoodwives (2008) i The Hood Life (2009). El New York Post va afirmar que Desesperate Hoodwives s'havia de llegir i la revista Essence va llistar Shameless Hoodwives com una de les millors deu lectures de l'estiu de 2008. El 2011 va publicar el seu primer projecte en solitari com Meesha Mink, la trilogia "Real Wifeys". Aquesta va obtenir bones crítiques de Ebony Magazine, The Library Journal i Publisher's Weekly. El febrer de 2015 va publicar All Hail The Queen.
Des del seu debut el 2000, els llibres de Bryant s'han llistat com a bestsellers i han aconseguit bones crítiques i han obtingut moltes nominacions i premis. Dos dels seus llibres, "Real Wifeys: On The Grind" i "Mistress No More", van aparèixer en la llista dels millors llibres afroamericans de 2011. Els seus llibres han aparegut en moltes publicacions nacionals com la Ebony Magazine, Essence Magazine, The New York Post, Ledger Star, The Huffington Post, USA Today, Dallas Morning News, Upscale, Smooth Magazine, Juicy Magazine, The Library Journal, Publisher's Weekly, Black Hair Magazine UK i Parle Magazine.
Actualment Bryant es dedica exclusivament a escriure i viu a Carolina del Sud.

## Obres

### Com Niobia Bryant (novel·les romàntiques)
- Admission of Love (2000) BET Books/ Arabesque
- Three Times a Lady (2001) BET Books/ Arabesque
- Heavenly Match (2004) BET Books/ Arabesque
- Can't Get Next to You (2005) BET Books/Arabesque
- Let's Do it Again (2005) Harlequin/Arabesque
- Heated (2006) Kensington/Dafina Romance
- Could It Be? (2006) Harlequin/Arabesque (Novel·la a la antologia You Never Know)
- Count on This (2006) Harlequin/Arabesque
- Hot Like Fire (2007) Kensington/Dafina Romance
- More and More (2009) (Novel·la en una antologia)
- Make You Mine (2009) Kensington/ Dafina Romance
- Give Me Fever (2010) Kensington/Dafina Romance
- The Hot Spot (8/2011) Kensington/Dafina Romance
- One Hot Summer (7/2011) Kensington/Dafina (Novella en l'antologia Heat Wave)
- Red Hot (9/2012) Kensington/Dafina Romance
- Strong Heat (12/2013) Kensington/Dafina Romance
- Want, Need, Love (12/2014) Kensington/Dafina Romance
- Just Say Yes: A Strong Family Novella (10/2016) Infinite Ink Presents...
- Love Without Limits (7/2017) Infinite Ink Presents...
- A Billionaire Affair (4/2018) Harlequin Kimani Romance
- Welcome Back, My Love: A Strong family Novella (6/2018) Infinite Ink Presents...
- Tempting the Billionaire (10/2018) Harlequin/Kimani Romance
- The Billionaire's Baby by Niobia Bryant & The Wrong Fiancé by Lindsay Evans (5/2019) Harlequin/Kimani Romance (2 llibres en 1)
- Strong Loving (8/2019) Infinite Ink Presents...
- Christmas with the Billionaire by Niobia Bryant & A Tiara for Christmas by Carolyn Hector (11/2019) Harlequin/Kimani Romance (2 llibres en 1)
- One Wild Night (TBA) Harlequin/Desire

### Com Niobia Bryant (novel·les generalistes)
- Live and Learn (2007) Kensington/ Dafina
- Show and Tell (2008) Kensington/ Dafina
- Message From a Mistress (2010) Kensington/ Dafina
- Mistress No More (6/2011) Kensington/Dafina
- Reckless (5/2012) Kensington/Dafina (antologia)
- Mistress, Inc. (6/2012) Kensington/Dafina
- Never Keeping Secrets (6/2013) Kensington/Dafina
- The Pleasure Trap (11/2014) Kensington/Dafina
- Mistress for Hire (10/2018) Kensington/Dafina
- Madam, May I... (6/2019) Kensington/Dafina
- Her Pleasure (TBA) Kensington/Dafina

### Com Niobia Simone (eròtica)
- Caramel Flava editat per Zane (2006) Simone & Schuster/Atria (col·laboració antològica)

### Com a Meesha Mink(ficció urbana)
- Desperate Hoodwives (1/2008) Simon & Schuster/Touchstone
- Shameless Hoodwives (8/2008) Simon & Schuster/Touchstone
- The Hood Life (1/2009) Simon & Schuster/Touchstone
- Real Wifeys: On The Grind (1/2011) Simon & Schuster/Touchstone (debut sola)
- Real Wifeys: Get Money (1/2012) Simon & Schuster/Touchstone (sola)
- Real Wifeys: Hustle Hard (1/2013) Simon & Schuster/Touchstone (sola)
- Kiss The Ring (8/2014) Simon & Schuster/Touchstone (sola)
- All Hail the Queen (2/2015) Simon & Schuster/Touchstone (sola)
- Street Queen (9/2019) Infinite Ink Presents...

### Com Simone Bryant (novel·les juvenils)
- FABULOUS: A Pace Academy novel (2/2010) Harlequin/Kimani Tru
- FAMOUS: A Pace Academy novel (1/2011) Harlequin/Kimani Tru

## Adaptació en pel·lícula
- Message from a Mistress (2006)

## Premis i reconeixements
- Nominada, 2016 Romance Slam Jam's Emma Award/ Steamy Romance of the Year (Want, Need, Love)
- Nominada, 2015 African American Literary Awards/ Best Urban Fiction (All Hail the Queen)
- Nominada, 2014 RT Award/Best Multicultural Fiction (The Pleasure Trap)
- Guanyadora, 2012 RT Awards/ Best Multicultural Romance (Red Hot)
- Nominada, 2010 Romance Slam Jam's Emma Award/ Best Steamy Romance (Make You Mine)
- Guanyadora, 2009 RT Award/ Best African-American Romance (Make You Mine)
- Guanyadora, 2006 eHarlequin's Reader's Choice/Favorite Steamy Novel (Count on This)
- Guanyadora, 2006 Romance in Color Award/ Best Anthology (You Never Know)
- Nominada, 2006 African-American Literary Awards/ Best Romance (Heated)
- Nominada, 2005 RT Award/ Best African-American Romance (Can't Get Next to You)
- Guanyadora, 2000 Romance in Color Award/Best New Author (Admission of Love)
- Guanyadora, 2000 Shades of Romance Award/Best African-American Romance